# Jan Pieterse
Johannes Aloysius Maria „Jan” Pieterse (ur. 29 października 1942 w Oude Tonge) – holenderski kolarz szosowy, mistrz olimpijski.

## Kariera
Największy sukces w karierze Jan Pieterse osiągnął w 1964 roku, kiedy wspólnie z Gerbenem Karstensem, Evertem Dolmanem i Bartem Zoetem zdobył złoty medal w drużynowej jeździe na czas podczas igrzysk olimpijskich w Tokio. Był to jedyny medal wywalczony przez Pieterse na międzynarodowej imprezie tej rangi. Na tych samych igrzyskach zajął także 42. miejsce w indywidualnym wyścigu ze startu wspólnego. Poza igrzyskami jego największe osiągnięcia to zwycięstwa w Omloop van de Baronie i klasyfikacji generalnej austriackiego Österreich-Rundfahrt w 1964 roku. Nigdy nie zdobył medalu na szosowych mistrzostwach świata.